# Laberint d'ombres
Laberint d’ombres (en español: Laberinto de sombras) fue una serie de TV3 emitida entre 1998 y 2000, dirigida por Xavier Berraondo, Ildefons Duran, Francesc Llobet, Sílvia Quer y Esteve Rovira y escrita por Josep Maria Benet i Jornet, Enric Gomà y Andreu Martín.

## Reparto
| Actor               | Personaje                       |
| ------------------- | ------------------------------- |
| Marc Cartes         | Salvador Borés                  |
| David Selvas        | Guillem Pedrós                  |
| Montse Germán       | Gemma Aymerich                  |
| Lluís Soler         | Esteve Pedrós                   |
| Inma Colomer        | Mercè Josep                     |
| Àurea Márquez       | Aurora Pedrós                   |
| Paul Berrondo       | David Constant                  |
| Bruno Bergonzini    | Alfred Pedrós                   |
| Marta Calvó         | Matilda (Mati) Uribarri         |
| Berta Errando       | Mireia Llop                     |
| Àngels Moll         | Concepció (Ció) Santjust        |
| Òscar Molina        | Ramón Caravaca                  |
| Txe Arana           | Consol (Sol) Manila de Caravaca |
| Jordi Boixaderas    | Joaquim (Quim) Gispert          |
| Montserrat Carulla  | Señora Cèlia                    |
| Josep Seguí i Pujol | Sebastià Pagès                  |
| Irene Navarro       | Estel                           |

## Argumento
Dos mundos opuestos, dos familias de clases sociales distintas que han coincidido a lo largo del siglo en diferentes circunstancias. Algunas de estas circunstancias son conocidas y otras permanecen escondidas en un cajón que tarde o temprano se tendrá que abrir.
De esta manera, la trama de Laberint d’ombres transcurre en dos direcciones paralelas que tendrán puntos de contacto importantes. Conoceremos al artífice de la rica familia Aymerich, cuya vida gira alrededor de su empresa, ALA Transports, y también al de la familia Pedrós, de clase social media-baja.
Los Aymerich viven marcados por el triste recuerdo de un hecho sucedido 16 años atrás: Raquel, la mujer de Benjamí Aymerich, desapareció. Oficialmente huyó con un amante italiano, pero Concepció, la criada de la familia, tiene otra versión que, por el momento, se guarda en secreto. La empresa no está en su mejor momento y se acercan tiempos de cambio. Hay mucha competencia y las últimas inversiones no han sido para nada acertadas. Gemma, la hija de Benjamí, estudia el último curso de económicas pero su regalada vida está a punto de cambiar.
Los Pedrós viven agobiados por una precaria situación económica que parece no tener solución. Esteve, el patriarca de los Pedrós, trabajó hasta la fecha en la empresa de los Aymerich pero las cosas están a punto de cambiar. ALA Transports debe reducir gastos y ellos serán los primeros afectados, justo en el momento en que tienen que pagar una deuda importante, han dedicado sus últimos ahorros en costear una delicada intervención quirúrgica de Mercè, su mujer.
La mala situación económica afecta a todos: los tres hijos de Esteve y Mercè (Aurora, Guillem y Alfred) sobreviven como pueden con trabajos precarios que no dan mucho de sí para solucionar los problemas familiares. Los tres están capacitados para hacer cosas más importantes de las que hacen en la actualidad, pero las circunstancias no les han sido muy favorables. Sin embargo, sus vidas también están a punto de cambiar y no necesariamente por el bien de todos.
Una desgracia hará que las nuevas generaciones de las dos familias se reencuentren. Un encuentro casual que cambiará unos destinos que ya parecían fijados.
Desde el primer episodio hasta el episodio 336 (emitido el 27 de diciembre de 1999, cuando los personajes viven el final del milenio), la serie se ambientó en la época actual (años 1998 y 1999) y, a partir de dicho episodio, la serie hace un salto temporal de 7 años, situándola en el 2007.

## Audiencias
| Temporada         | Episodios | Periodo de emisión                              | Espectadores | Cuota |
| ----------------- | --------- | ----------------------------------------------- | ------------ | ----- |
| Primera y Segunda | 260       | 4 de abril de 1998 a 11 de julio de 1999        | 553.000      | 33,4% |
| Tercera           | 208       | 13 de septiembre de 1999 a 10 de julio del 2000 | 519.000      | 31,7% |

- Datos: Q20103190